# Lampe à huile
Une lampe à huile est une lampe dont le combustible est de la graisse animale (notamment de l'huile de baleine), de l'huile végétale, ou encore de l'huile minérale.

## Préhistoire

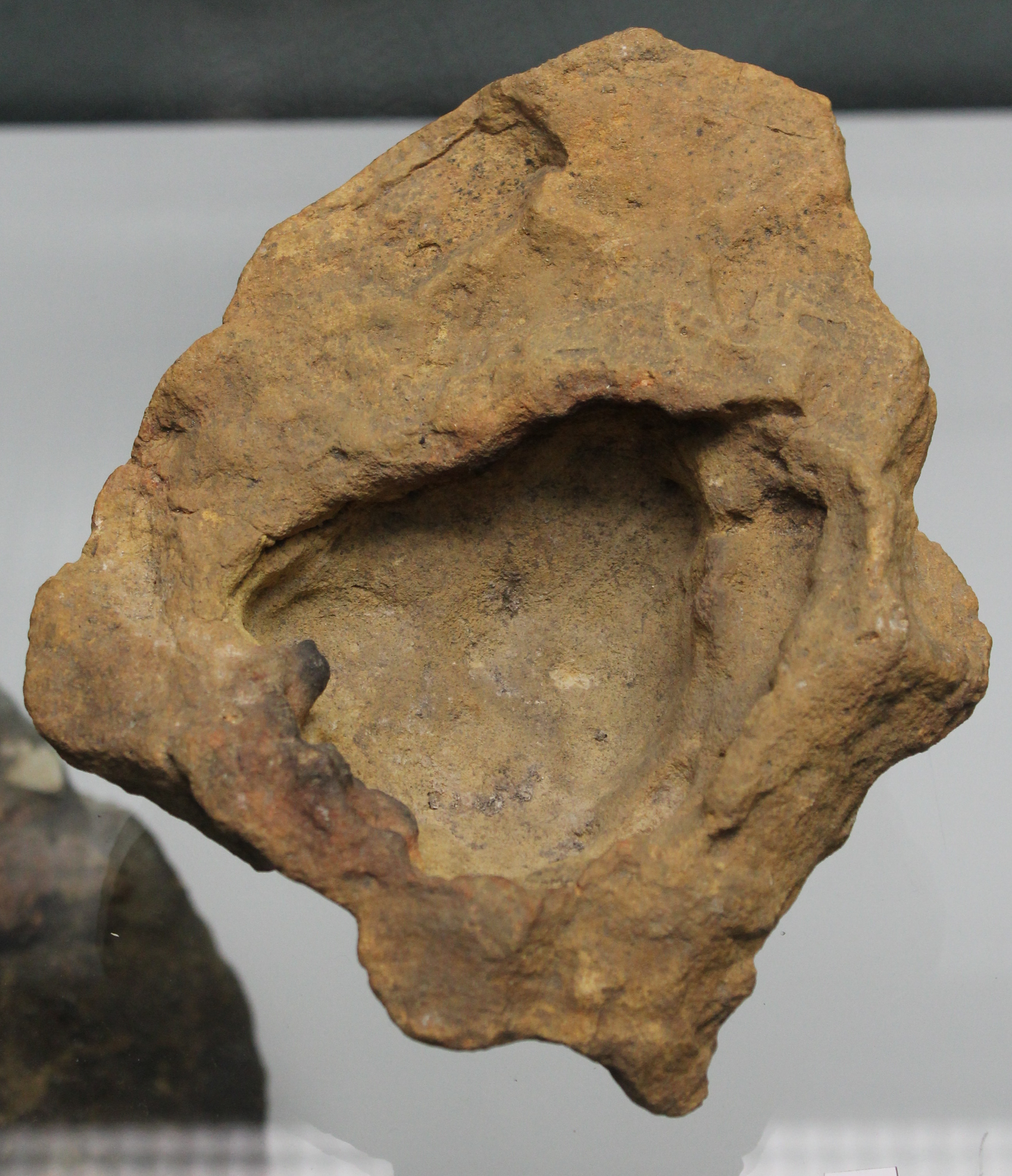
Lampe en grès de Gabillou.

### Premières lampes à graisse
Selon Baffier & Girard (1997), au Paléolithique supérieur, les fonds de grottes ont été utilisés uniquement pour des activités de symbolisation. « Art des ténèbres » lorsqu'il est pratiqué dans des grottes profondes, l'art préhistorique a besoin d'éclairage adapté. Cette époque a laissé d'assez nombreux témoignages de ses moyens d'éclairage. Au-delà des torches enflammées par leur résine, les premières lampes à graisse connues datent du Paléolithique supérieur. Les premières lampes dont la fonction est incontestée proviennent de Laugerie-Haute et sont datées du Gravettien.

#### Types de lampes
Les lampes à graisse peuvent être à circuit ouvert ou clos. Avec le circuit ouvert, la graisse fondue par la chaleur s'écoule ; avec le circuit fermé, elle est contenue d'une façon ou d'une autre.
Lampe à circuit ouvert
De nombreuses surfaces plates ou plaquettes ont été utilisées comme lampes, telle la pierre de calcaire de l'abri Blanchard (Indre), les plaques de grès de la grotte d'Enlène (Ariège) ou les plaquettes de Lascaux.
Lampe à circuit fermé

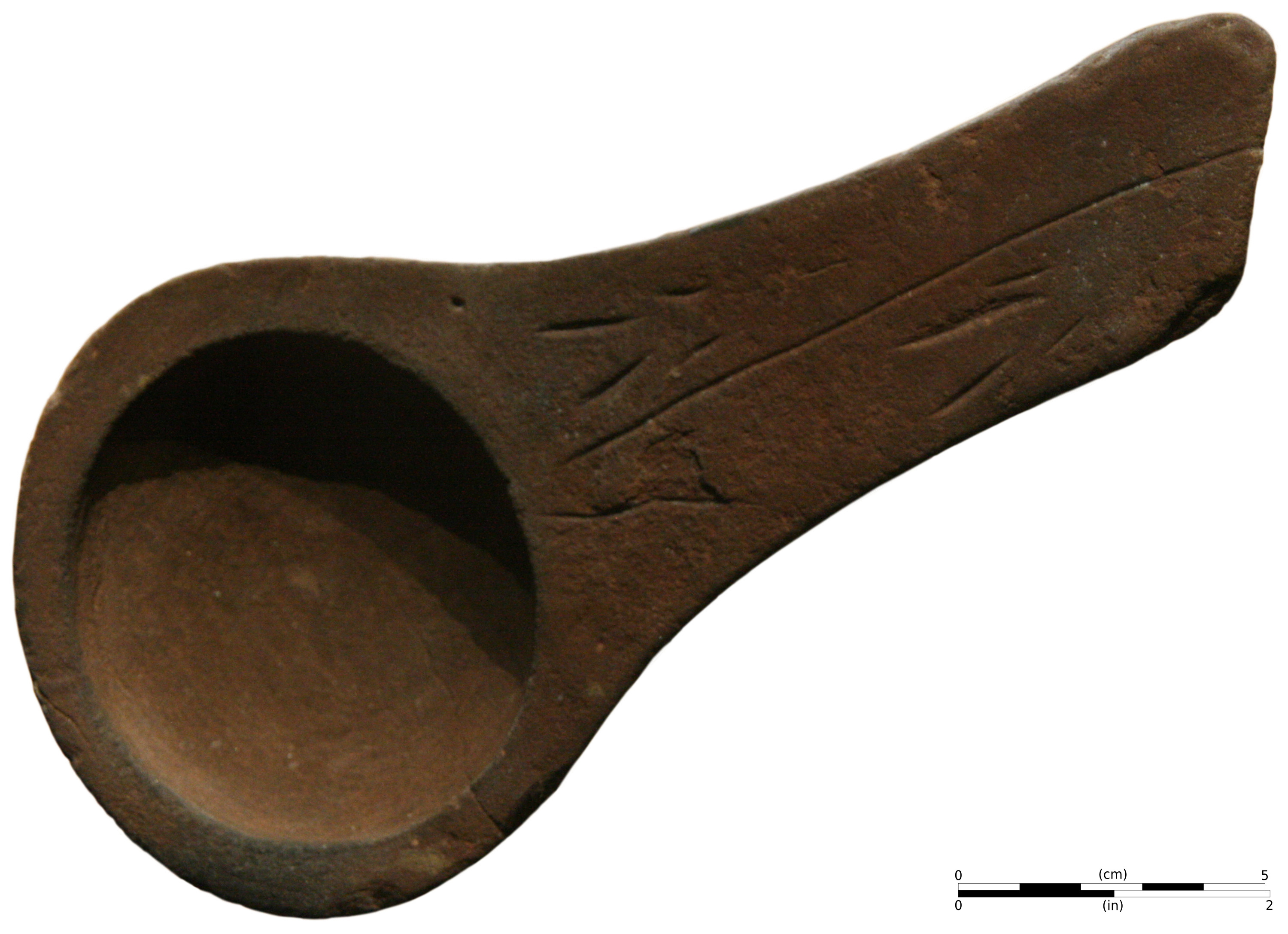
Lampe de Lascaux en grès rose.

Entrent dans cette catégorie les lampes à graisse faites d'une simple pierre (en calcaire façonné, en grès rouge ou rose ou autre matériau résistant au feu) en forme de cuvette ou pourvue de cupule dans laquelle trempe une tresse ou une torsade végétale (brindilles de résineux, sapin ou genévrier) dans de la graisse animale fondue.
Parfois, ce type de lampe est juste formé d'une anfractuosité du relief de la grotte.
Aux Trois-Frères (Ariège), c'est un pecten (coquillage) qui a servi de porte-lumière.
Lampes avec manche
Sur les quelque 300 lampes paléolithiques connues (en 2010), seulement une trentaine sont munies d'un manche façonné bien individualisé. La typologie définie par Bastin et Chassaing (1940) donne deux types différents de lampes avec manche : celles à manche triangulaire (type la Mouthe) et celles à manche « en raquette » (type Lascaux).
La moitié d'entre elles sont en grès et seulement dix d'entre elles sont en calcaire : le grès conduit mieux la chaleur que le calcaire et les lampes en grès sont souvent dotées d'un manche.
Typologie des cupules ou cuillerons
Les cuillerons peuvent être circulaires comme ceux des lampes de la grotte des Scilles (grottes de la Save, Lespugue, Haute-Garonne), de Coual (Lamagdelaine, Lot) ou de Laugerie-Haute (Dordogne). 

D'autres ont des cupules ovalaires : Laugerie-Haute, la Chaire-à-Calvin (Mouthiers-sur-Boëme), Bois du Roc (Vilhonneur) en Charente… 

D'autres encore ont des cupules ovoïdes : lampes de la Mouthe (Dordogne) ou de Grand Moulin (Lugasson, Gironde).
Le Grand abri, sur le site de la Garenne à Saint-Marcel (Indre), a livré une rare lampe, façonnée de telle façon qu'elle pouvait porter quatre mèches.
Une expérience avec une telle lampe a donné un éclairement équivalant à une grosse bougie, soit 0,5 à 0,6 lux à 50 cm de la paroi. Une lampe suffit pour se déplacer dans les espaces sombres mais il en faut plusieurs pour éclairer l'ensemble d'un panneau long de plusieurs mètres comme ceux de certaines œuvres. François Rouzaud pense que la faible portée de ces lumières a restreint l'exploration et l'occupation préhistorique des grottes aux galeries s'ouvrant au même niveau que les galeries principales, y compris celles où la circulation est difficile ; car les galeries s'ouvrant à plus de quatre ou cinq mètres au-dessus du sol principal n'ont jamais été visitées, même lorsque leur accès était facile.

#### Répartition des types de lampes par type de site
Les plaquettes-lampes sont jusqu'à présent presque toujours trouvées dans les parties obscures des grottes, rarement dans les parties éclairées (sauf à la grotte des Fées (Prignac-et-Marcamps) et à Pair-non-Pair sa voisine), encore plus rarement en abri sous roche (sauf Roc de Marcamps sur Prignac-et-Marcamps) et jamais en site de plein air. Mais hormis le cas des plaquettes utilisées comme lampes planes, les lampes sont plus fréquentes dans des sites bénéficiant d'une bonne luminosité : 71,5 % des sites sont éclairés par la lumière du jour et 70,5 % des lampes proviennent de ces sites - ce qui va à l'encontre de l’affirmation de C. Perlès (1977) pour qui les lampes sont « pratiquement absentes des sites de plein air, se rencontrent surtout dans les abris-sous-roche, et bien plus encore dans les grottes ». Quelle que soit la lumière naturelle disponible, on a une moyenne de 2 à 3 lampes par site. Les quelques gisements ayant livré plus de 10 lampes ne sont pas nécessairement des grottes obscures non plus.

#### Une erreur d'attribution
La lampe en grès rose-rouge de la grotte de Thévenard sur Brive-la-Gaillarde en Corrèze, donnée pour de l'Aurignacien typique par l'abbé Glory, est en fait du Magdalénien.

#### Échanges et circulation
Les grottes de la Save à Lespugue (à la pointe nord-ouest des Petites Pyrénées) ont fourni quatre lampes magdaléniennes : deux de l'abri des Harpons, une de la grotte de Gouërris et une, ornée, de la grotte des Scilles. Cette dernière fait partie des plus grandes lampes connues (en 1945), avec 19 cm dans sa plus grande dimension (la plus grande connue - toujours en 1945 - est celle du Coual (Lamagdelaine, Lot) avec 25 cm dans sa plus grande dimension) ; elle a également l'intérêt de fournir une preuve des échanges entre les Pyrénées et le nord de l'Aquitaine, en l'occurrence la Charente : sur les onze lampes paléolithiques « à manche façonné présentant un décor gravé », huit proviennent de Dordogne et deux de Charente - dont celle des Scilles. Les lampes à manche façonné, décorées ou non, proviennent très majoritairement de Charente et du nord de l’Aquitaine : sur 30 exemplaires recensés, deux seulement se situent dans les Pyrénées.

## Lampes de l'Antiquité et du Moyen Âge
Depuis l'Âge du bronze ont été fabriquées des lampes en pierre, en terre cuite, ou avec des métaux comme le bronze ou le cuivre. Une exceptionnelle lampe en or massif conservée au Museo Archeogolico Nazionale de Naples nous est même parvenue. C'étaient des récipients ouverts ou fermés comportant un ou plusieurs becs destinés à accueillir une mèche, et pour les lampes fermées, un ou plusieurs trous de remplissage, le plus souvent au centre d'une cuvette formant entonnoir.
Elles ont servi à l'éclairage depuis les périodes protohistoriques (lampes à huile d'Akrotiri, au musée de Santorin, par exemple), jusqu'au Moyen Âge où l'on utilisait des lampes à pied ou suspendues, à l'imitation des Romains.
Dès l'Antiquité, cependant, l'éclairage à l'huile minérale (naphte) est cité comme pratique courante en Mésopotamie. Cette huile est d'abord épurée par des moyens physico-chimiques, puis distillée, comme le mentionne le savant persan Al-Razi (Rhazès) au IXe siècle dans son Kitab al-Asrar (« Le Livre des secrets »). Au Moyen Âge en France, on utilisait l'huile de navette dans le Nord, et l'huile de noix dans le Midi.
La seule alternative à la lampe à huile était alors la torche, adaptée à l'usage extérieur, puis la chandelle, pour l'éclairage domestique.
Les mèches, cependant, se spécialisent et progressent au cours de millénaires, dans leur nature et leur texture. D'abord tressée en roseau, en lin, en chanvre, en laine, puis en coton à partir du XVIIe siècle, elle devient plate pour assurer une combustion plus régulière.
Malgré la diversité des formes et des modèles s'étalant sur toute l'Antiquité, le principe assez primaire ne connut, tout au long de cette période, aucune innovation majeure. Seuls l'ingénieur Philon de Byzance au IIe siècle avant notre ère et Héron d'Alexandrie, professeur de sciences mécaniques à Alexandrie au Ier siècle après J.-C., sont connus pour nous avoir fait parvenir des modèles améliorés.
Cependant, à la campagne, la seule source de lumière ordinaire demeure le feu de la cheminée jusqu'à un passé récent, et encore aujourd'hui dans de nombreuses contrées.
À partir du XVIIe siècle, les lampes à huile sont appelées crassets.

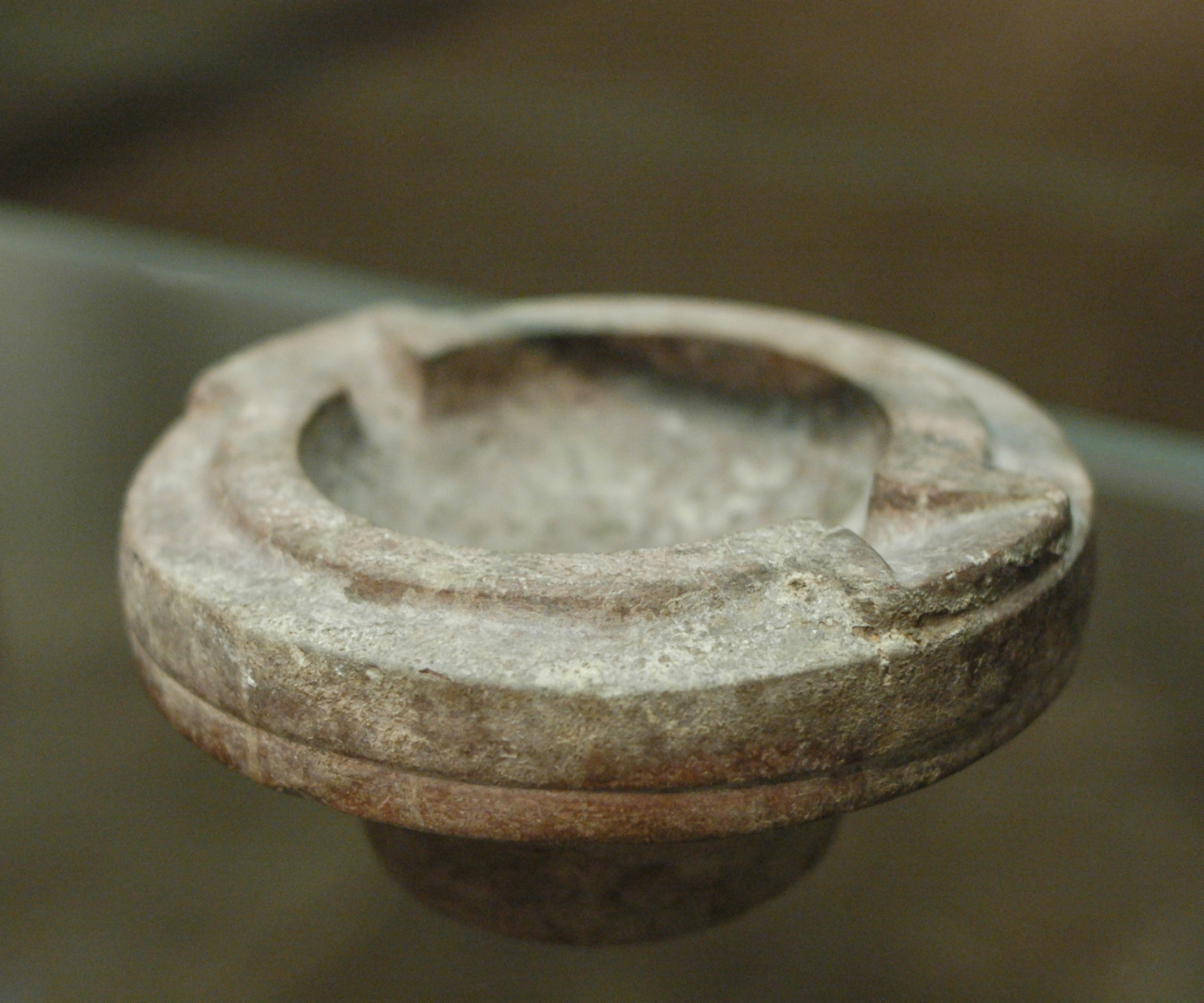
Lampe à huile en granite, Camiros (Rhodes). Âge du bronze, vers -1500/-1400.
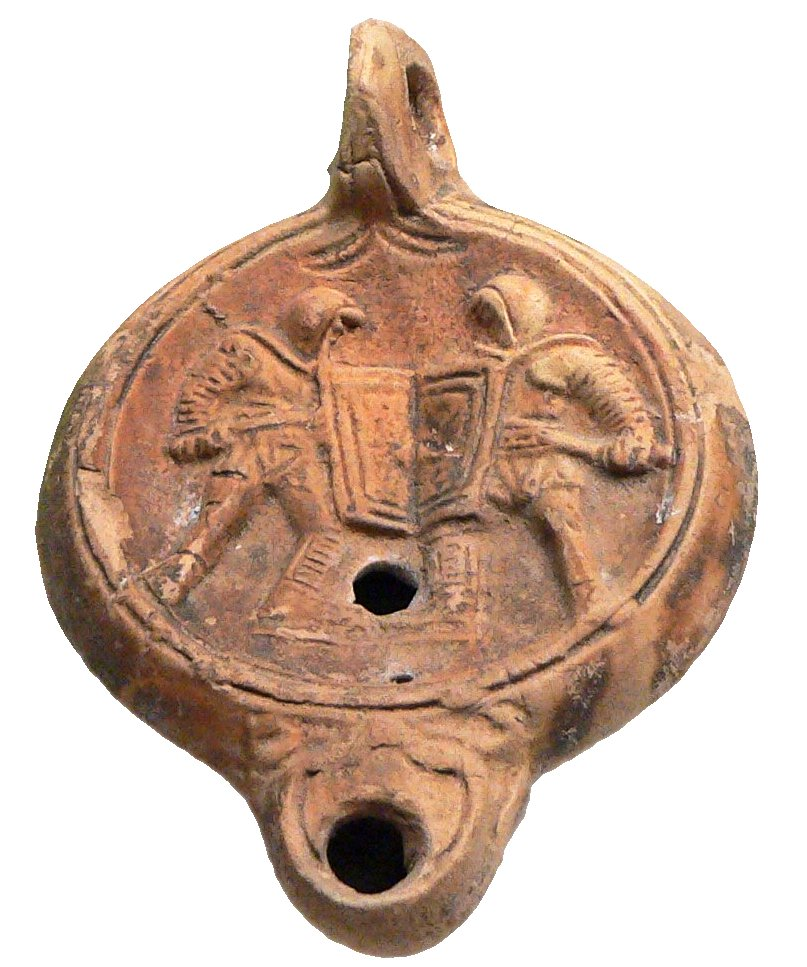
Lampe à huile romaine en terre cuite avec décor de gladiateurs (musée romain-germanique de Cologne).
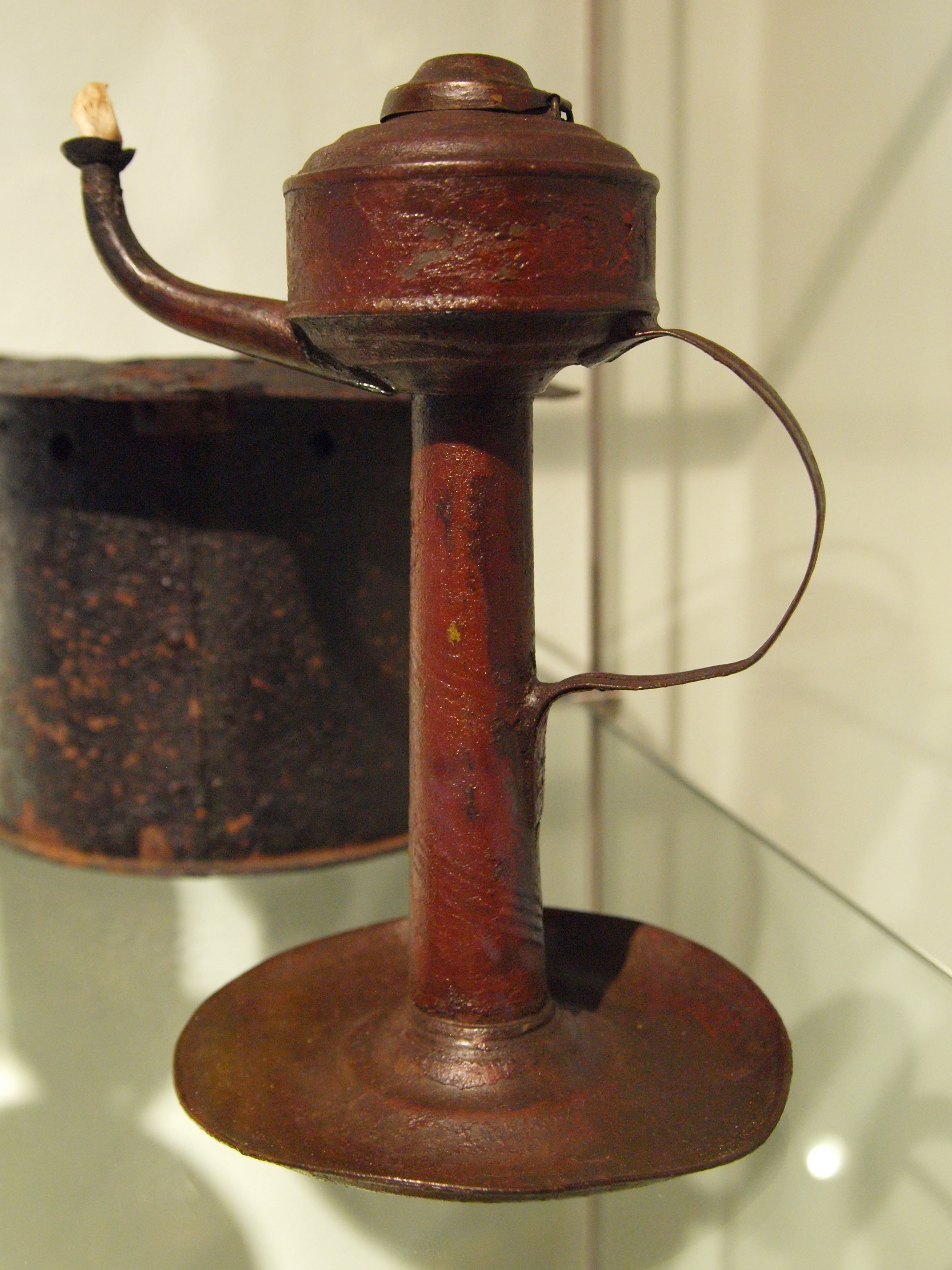
Lampe à huile de baleine du XVIIIe siècle. Feuille de fer avec une mèche en coton d'Allemagne.
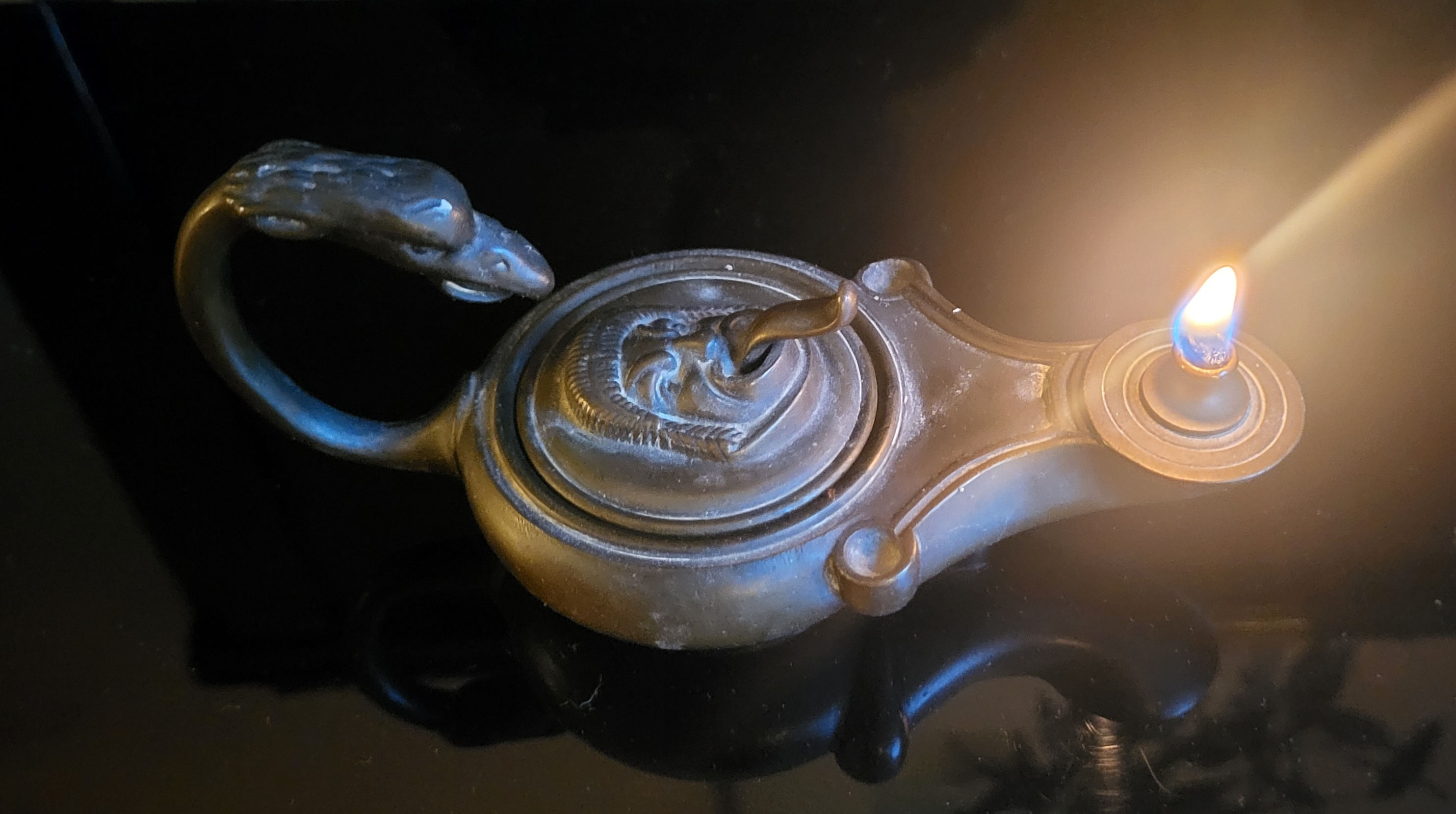
Lampe à huile ancienne en alliage de plusieurs métaux.

## Les progrès de la lampe à huile à partir de 1780

Quinquet à huile, en 1822.
(Le peintre américain James Peale vu par son frère Charles Willson Peale).

La lampe à huile a toujours connu deux difficultés : les huiles, toujours trop visqueuses, peinent à monter dans la mèche par capillarité ; et la mèche tend à charbonner et à s'éteindre.
Les progrès sont déterminants à la fois dans la mécanique et dans l'amélioration des mèches et brûleurs.
- Le chimiste français Joseph Louis Proust invente vers 1780 la lampe à huile à réservoir latéral[32],[33] : l'huile, située en hauteur par rapport au bec, est poussée vers le bec par son propre poids.
- Le physicien et chimiste suisse Aimé Argand invente, en 1782, la mèche cylindrique et la cheminée de tôle, puis de verre[34],[33]. Associé à Lange (ou L'Ange), un autre inventeur, il produit une lampe connue sous le nom de « lampe d'Argand ».
- Le pharmacien Antoine Quinquet, en 1784, rassemble ces trois innovations[34] dans la lampe qui porte son nom, montée sur une tige. Cette lampe est bien au point et restera d'usage courant jusqu'à l'avènement du pétrole.
- La lampe Carcel, à partir de 1800, est plus compliquée et coûteuse : elle comporte un mouvement d'horlogerie et une pompe pour faire monter l'huile. Le réservoir n'est plus latéral : il est maintenant sous le brûleur[35].
- Isaac-Ami Bordier-Marcet, successeur d'Argand, crée en 1809 la lampe « astrale » à réservoir plat disposé autour du brûleur.
- Enfin, la lampe à modérateur, en 1837, reprend le principe de la mécanique à piston, mais se voit adjoindre une aiguille mobile régulatrice[34],[36].

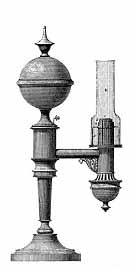
Lampe d'Argand, avec réservoir en hauteur et bec d'Argand.
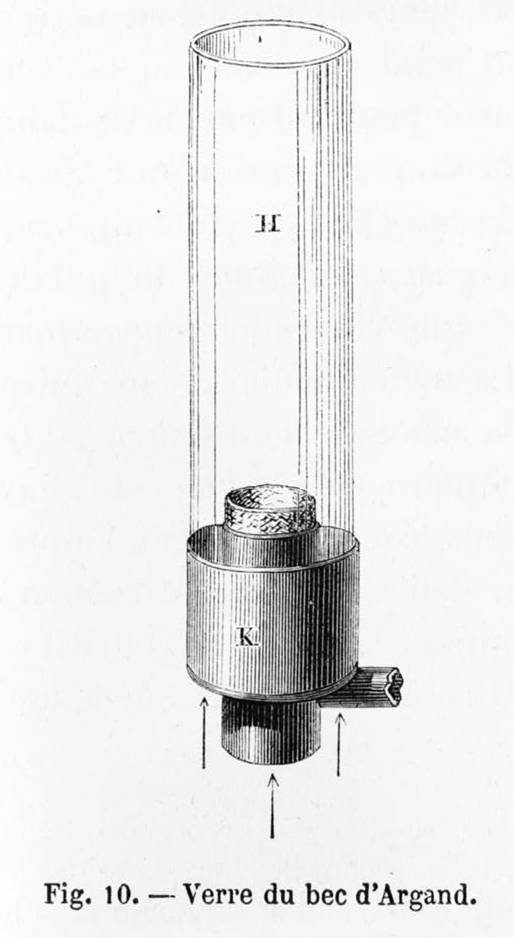
Bec d'Argand (détail), avec mèche cylindrique et cheminée de verre.
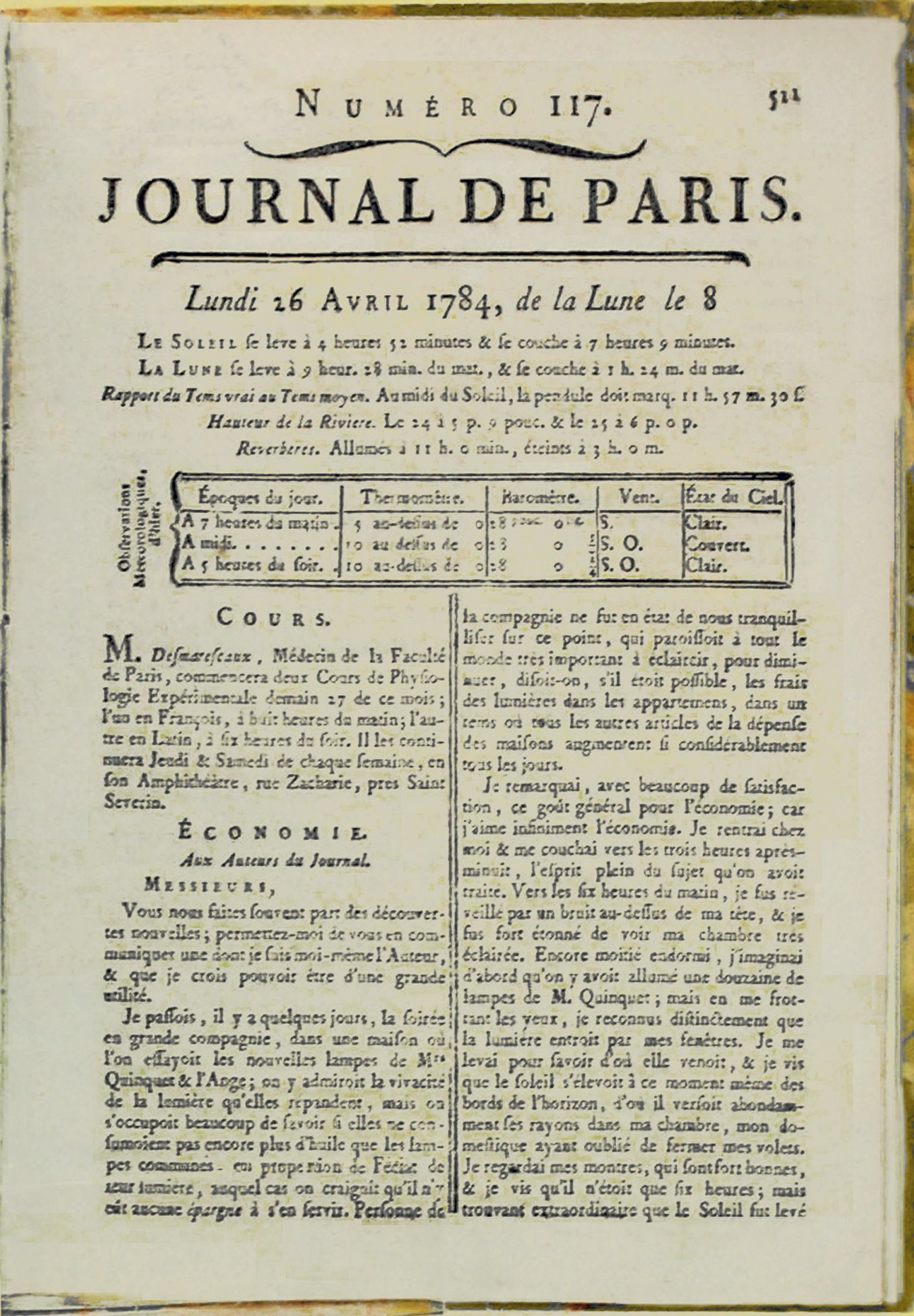
Première page de la lettre de Benjamin Franklin au Journal de Paris, mentionnant pour la première fois la possibilité de décaler les horaires d'hiver et d'été, et s'interrogeant sur l'économie d'huile réalisée par la lampe de Quinquet et L'Ange (1784).

## Avantages et inconvénients

### Avantages
L'atout majeur de la lampe à huile est la disponibilité de son combustible, qu'il fût de l'huile d'olive dans le bassin méditerranéen ou de la graisse de baleine en Europe du Nord, était disponible partout en Europe pour un prix relativement accessible.

### Inconvénients

#### Luminosité et combustion
Les lampes à huile, en particulier celles de l'Antiquité, ne procuraient qu'une lumière rougeâtre et vacillante. Par ailleurs, à cette époque, il fallait en permanence prendre garde que la mèche ne fume pas ou qu'elle ne s'épuise trop rapidement avec une mèche trop épaisse.
L'auteur de comédies grec, Aristophane, fait écho de cet inconvénient au début de sa pièce les Nuées :
(ΟΙΚΕΤΗΣ) Ἔλαιον ἡμῖν οὐκ ἔνεστ᾿ ἐν τῷ λύχνῳ. (ΣΤΡΕΨΙΑΔΗΣ) Οἴμοι. Τί γάρ μοι τὸν πότην ἧπτες λύχνον ; Δεῦρ᾿ ἔλθ᾿ ἵνα κλάῃς. (ΟΙΚΕΤΗΣ) Διὰ τί δῆτα κλαύσομαι ; (ΣΤΡΕΨΙΑΔΗΣ) Ὅτι τῶν παχειῶν ἐνετίθεις θρυαλλίδων. (« (Le serviteur) Nous n'avons plus d'huile dans la lampe. (Strepsiade) Parbleu! Pourquoi donc as-tu allumé pour moi la lampe buveuse? Viens ici pour implorer mon pardon. (Le serviteur) Pourquoi diantre devrais-je me repentir? (Strepsiade) Parce que tu les as munies de mèches épaisses. »)

#### Une surveillance constante
Le manque de capillarité de l'huile et des graisses était peut-être le principal défaut de ces lampes.
Il convient de noter qu'avant l'apparition de modèles plus performants à la fin du Moyen Âge, le fonctionnement de ces lampes demandait une surveillance constante et un entretien fréquent : la mèche devait être disposée de façon appropriée, les fibres servant de mèche ne doivent pas tomber dans la graisse, la graisse elle-même ne doit pas inonder la mèche ; lorsqu'il commence à fondre, le morceau de suif doit être rapproché de la mèche de temps en temps. Après environ une heure, il faut recharger la lampe en rajoutant un autre morceau de suif. Lors de son utilisation, la lampe monte en température et cette augmentation accélère le processus.
L'usage de ces lampes est documenté jusqu'à il y a peu voire encore de nos jours chez les Eskimos, pour qui cette surveillance est une tâche des femmes qui se servent alors d'une baguette appelée « tisonnier » ; de même chez les Nganasan. Chez les Machiguenga ou Matsigenka, la préparation de la graisse animale pour l'utiliser comme combustible dans les lampes est aussi du ressort des femmes.

#### Risque sanitaire

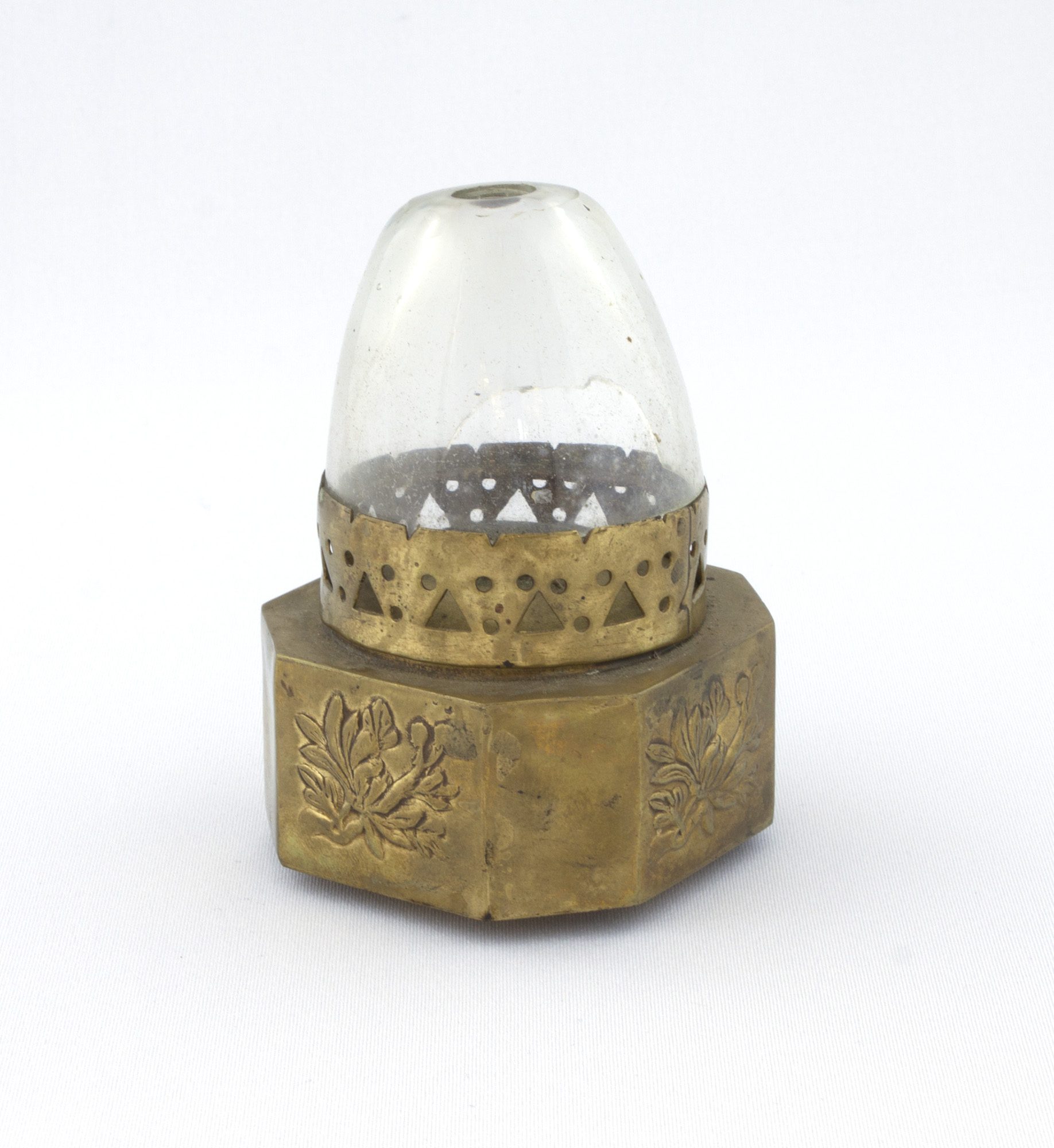
Une lampe d'opium, lampe à huile conçue pour faciliter la vaporisation et l'inhalation de l'opium. Collection de l'Université de la Colombie-Britannique.

Magnier (1849) indique que « dans les lampes, on brûle, en France, de l'huile de colza, purifiée à l'aide d'acide sulfurique qui, s'il en restait quelques parties, se réduirait, par la combustion, en gaz sulfureux, agent excessivement irritant du système pulmonaire, qui déterminerait des suffocations et ferait tousser ; on y brûle encore de l'huile d'œillette, de l'huile de chènevis et de l'huile de noix. Depuis le perfectionnement apporté par Argand dans la fabrication des lampes, qui sont maintenant à double courant d'air, leur influence sur la santé est moindre, mais elles produisent des effets analogues […] Toutefois on a cru remarquer que l'usage de l'huile de noix était plus pernicieux et occasionnait particulièrement une espèce d'engourdissement ».
Le risque avéré d'intoxication par absorption de la mèche ou de faibles quantités d'huile lampante par des enfants de moins de 3 ans a poussé la communauté européenne à élaborer une norme en octobre 2002, la norme EN 14059. Transposée par l'AFNOR en 2003, elle est désormais devenue obligatoire en France : toute lampe à huile importée et/ou vendue en France doit respecter cette norme.

## L'avènement de la lampe à pétrole à partir de 1853
Le pétrole lampant, huile enfin fluide, permettant une excellente montée du carburant vers la mèche par capillarité, provoque l'abandon de la lampe à huile.